# Царівська сільська рада (Коростишівський район)
Царівська сільська рада — колишня адміністративно-територіальна одиниця та орган місцевого самоврядування у Ставищенському і Коростишівському районах Малинської і Волинської округ, Київської й Житомирської областей Української РСР з адміністративним центром у селі Царівка.

## Населені пункти
Сільській раді на час ліквідації були підпорядковані населені пункти:
- с. Царівка.

## Історія та адміністративний устрій
Створена 1923 року в складі с. Царівка та хутора Фащівка Коростишівської волості Радомисльського повіту Київської губернії. 16 січня 1923 року підпорядковано с. Войташівка та х. Каменці ліквідованих Войташівської та Каменецької сільських рад Ставищенської волості. 7 березня 1923 року включена до складу новоутвореного Ставищенського району Малинської округи. Після 1923 року х. Фащівка не значився на обліку населених пунктів. Станом на вересень 1924 року у підпорядкуванні значилися хутори Аксений, Зубянці, Круторуччя та Сокирка. 13 березня 1925 року, відповідно до постанови ВУЦВК «Про поточний розподіл території зліквідованої Малинської округи на Київщині між Київщиною й Волинню», сільську раду передано до складу Коростишівського району Житомирської (згодом — Волинська) округи. 27 жовтня 1926 року у с. Войташівка відновлено окрему Войташівську сільську раду Коростишівського району з підпорядкуванням хуторів Зубянці, Каменці, Круторуччя та Сокирка. Станом на 6 лютого 1928 року в підпорядкуванні значився х. Антонівка, який з 1941 року підпорядкований Лазарівській сільській раді Коростишівського району. На 1 жовтня 1941 року х. Аксений не значився на обліку населених пунктів.
Станом на 1 вересня 1946 року сільська рада входила до складу Коростишівського району Житомирської області, на обліку в раді перебували села Новогородецьке та Царівка.
Ліквідована 11 серпня 1954 року, відповідно до указу Президії Верховної ради Української РСР «Про укрупнення сільських рад по Житомирській області», територію ради та с. Царівка приєднано до складу Хуторо-Лазарівської сільської ради Коростишівського району Житомирської області.